# 베로니카 로사티
베로니카 로사티(Weronika Rosati, 1984년 1월 9일 ~ )는 폴란드의 배우이다.

## 영화
- 2011년 - 라르고 윈치 2